# Барлик (Казахстан)
Барли́к (каз. Барлық) — село у складі Катон-Карагайського району Східноказахстанської області Казахстану. Входить до складу Коробіхинського сільського округу.
Населення — 312 осіб (2021; 397 у 2009, 486 у 1999, 500 у 1989).
Національний склад станом на 1989 рік:
- казахи — 61 %
- росіяни — 37 %

До 2010 року село називалось Печі.